# Підгрупа мінералів
Підгрупа мінералів (мінеральний ряд, мінеральна серія) – частина, підрозділ групи мінералів. В мінералогії – систематична одиниця, яка виділяється в межах групи на підставі відмінності структури (наприклад, у групі сфалериту-вюртциту підгрупа сфалериту і підгрупа вюртциту). 